# Alexander Wassiljewitsch Wlassow
Alexander Wassiljewitsch Wlassow (russisch Александр Васильевич Власов; * 19. Oktoberjul. / 1. November 1900greg. in Bolschaja Koscha (Rajon Selischarowo), Russisches Kaiserreich; † 25. September 1962 in Moskau, Sowjetunion) war ein russischer Architekt und Hochschullehrer.

## Leben
Wlassow, Sohn eines Forstwissenschaftlers, besuchte das 8. Moskauer Gymnasium mit Abschluss 1918. Während des Russischen Bürgerkrieges begann er 1920 das Studium am Lomonossow-Institut für Technische Mechanik und Elektrotechnik in der Architektur-Abteilung, die 1924 von der Moskauer Technischen Hochschule übernommen wurde. 1923 plante er in seinen Kursprojekten bei Ilja Alexandrowitsch Golossow ein Passage-Hotel mit Restaurant auf dem Dach und einen Hauptbahnhof auf einem städtischen Platz. 1928 schloss er das Studium ab und unterrichtete dann dort.
1929 gründete Wlassow zusammen mit Karo Halabjan, Wladimir Babenkow und Wiktor Baburow die Allrussische Vereinigung der Proletarischen Architekten (WOPRA). Die WOPRA lehnte den Konstruktivismus ab und erstrebte einen neuen Baustil entsprechend dem politischen System des sowjetischen Staates. Dafür sollte die Methode der marxistischen Analyse auf die Analyse der Kunst der früheren Generationen angewendet werden.
1930–1931 beteiligte sich Wlassow an dem geschlossenen Wettbewerb für eine leninsche kommunistische Bildungseinrichtung auf den Sperlingsbergen. Er erhielt erstmals die Genehmigung für den Bau eines großen Architektur-Ensembles in Moskau, und 1936 wurde nach seinem Projekt als erstes Gebäude das Wohnheim für das künftige Institut gebaut. Allerdings wurde darauf der Weiterbau des Ensembles eingestellt, indem die Parteiführung auch Wlassows siebte Version des Projektes nicht akzeptierte. Schließlich gab die Regierung das Projekt auf und übergab die fertigen Gebäude dem Allrussischen Gewerkschaftszentralsowjet.
1931 beteiligte sich Wlassow an dem Wettbewerb der Stadt Iwanowo für ein repräsentatives Oblast-Theater, wobei der dafür vorgesehene Platz bautechnisch schwierig war. Wlassows Projekt mit einem Bau im Stil des Lenin-Mausoleums wurde von der Jury als das beste von den eingereichten 11 Projekten ausgewählt. Während des Baus des Theater-Kunstpalasts nahmen die ausführenden Architekten zahlreiche Änderungen zur Vereinfachung des Baus vor. 1931–1932 hielt Wlassow Vorlesungen am Architektur-Institut.
1932 übernahm Wlassow die Leitung des Architektur-Ateliers Nr. 2 des Mosprojekts. Im folgenden Jahr gab er seine Lehrtätigkeit auf, um sich ganz der Projektarbeit widmen zu können. 1934 reichte er sein Projekt für den Palast der Sowjets bei dem Wettbewerb ein. Er gewann zwar nicht, erhielt aber den Auftrag für die Sanierung des Zentralen Maxim-Gorki-Parks für Kultur und Erholung, dessen Direktorin Betti Nikolajewna Glan war. Für dieses Projekt erhielt er 1937 auf der Exposition Internationale des Arts et Techniques dans la Vie Moderne in Paris den Grand Prix. 1935 gewann er den Wettbewerb für die Moskauer Krim-Brücke, deren Bau 1938 von Boris Petrowitsch Konstantinow (1903–1993) geleitet wurde. 1940 wurde Wlassow zum Korrespondierenden Mitglied der Akademie der Architektur der UdSSR gewählt. nach Beginn des Deutsch-Sowjetischen Krieges wurde Wlassow mit anderen Akademiemitgliedern nach Schymkent evakuiert. Er entwickelte nun Projekte zum Wiederaufbau zerstörter Städte.
1944 berief der Erste Sekretär des Zentralkomitees der Kommunistischen Partei der Ukraine Nikita Sergejewitsch Chruschtschow den namhaften Architekten Wlassow zum Hauptarchitekten der Stadt Kiew für die Leitung des Wiederaufbaus. 1945 waren 30.000 m2 Wohnfläche wieder aufgebaut. 1947 wurde Wlassow zum Vollmitglied der Akademie der Architektur gewählt. Wlassow leitete eine Gruppe von Architekten, die entsprechend traditionellen Städtebaukonzepten des 19. Jahrhunderts den Chreschtschatyk zu einer stadtteilverbindenden breiten begrünten Magistrale machten. Wlassows Pläne wurden lange diskutiert, so dass der Bau der ersten Gebäude des neuen Chreschtschatyk erst 1949 begann. Für die Fassaden wurde Granit, Majolika und Keramik verwendet, und vor den Fassaden wurden Skulpturengruppen aufgestellt. Das Haus 36 sollte ursprünglich nach dem Vorbild der stalinschen Hochhäuser im Stil des Sozialistischen Klassizismus ein Hochhaus mit 22 Geschossen und bekrönendem Turm mit einer Arbeiter-Kolchosniki-Skulpturengruppe werden. Gebaut wurde ein Haus mit zehn Geschossen, um die anderen Bauten nicht zu überragen. So prägte der Moskauer Wlassow die Kiewer Architektur nach dem Zweiten Weltkrieg, wobei er eng mit dem deutsch-sowjetischen Architekten Werner Schneidratus zusammenarbeitete.

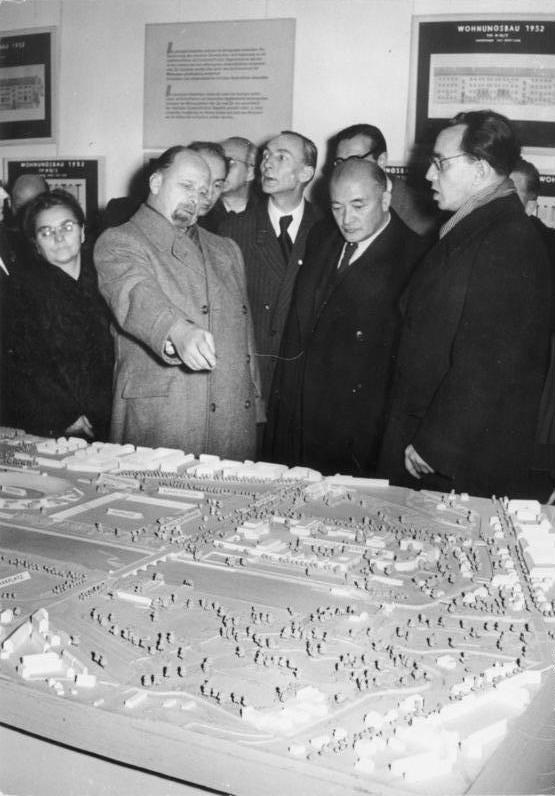
Walter Ulbricht (2. v. l.) erklärt Wlassow (2. v. r.) auf der Ausstellung Im Kampf um eine deutsche Architektur in Ost-Berlin die Anlage der Deutschen Hochschule für Körperkultur (DHfK) in Leipzig (9. Dezember 1951, ganz rechts Kurt Liebknecht, Präsident der Deutschen Bauakademie)

1950 wurde Wlassow Moskauer Hauptarchitekt und Leiter des Verwaltungsamtes für Architektur-Angelegenheiten der Stadt Moskau, das für die Projektierung aller Bauten in Moskau verantwortlich war. In dieser Zeit begannen die Planungen der Bauten und Infrastruktur für neue Stadtteile am bisherigen Stadtrand. Ein neuer Generalplan für die Entwicklung Moskaus bis 1960 mit einem Dritten Verkehrsring wurde erarbeitet. 1951 besuchte Wlassow in der DDR die Ausstellung Im Kampf um eine deutsche Architektur, die am 9. Dezember 1951 im Haus des Nationalrats in Ost-Berlin zur Einweihung der Deutschen Bauakademie eröffnet wurde.
Bereits 1952 wurde unter Wlassows Leitung erstmals in der UdSSR im Südwesten Moskaus ein großes einheitliches Städtebauprojekt mit dem Lenin-Prospekt als Magistrale realisiert. Gebaut wurden typische 8- und 9-geschossige Backsteinhäuser, deren Erdgeschosse für Geschäfte und öffentliche Einrichtungen vorgesehen waren, sowie Schulen, Kindergärten und Polikliniken. 1953 stellte Wlassow sein Projekt eines Pantheons als Gedenkstätte für hervorragende Persönlichkeiten des Landes vor, wobei er von einem griechischen Tempel ausging. Infolge der Entstalinisierung verschwand das Interesse an einem solchen Projekt.
Als unter Nikita Sergejewitsch Chruschtschow die Regierung auf schnelles Bauen mit niedrigsten Produktionskosten drängte und Chruschtschow bei der Eröffnung des Allunionskongresses der Baumeister im November 1954 in Moskau die sowjetische Architektur der letzten Jahre kritisierte, schloss sich Wlassow dieser neuen Baubewegung an und klagte die Architekten des Sozialistischen Realismus wegen der überflüssigen Dekorationselemente und der übermäßigen Produktions- und Unterhaltskosten an. Wlassow und andere Architekten wurden in die USA geschickt, um die dortigen Bautechniken kennenzulernen.
Im Zuge der personellen Erneuerung in der UdSSR verlor Wlassow 1955 sein Amt als Moskauer Hauptarchitekt, und das Zentralkomitee der KPdSU und der Ministerrat der UdSSR verurteilten ihn als einen der Baumeister der Stalin-Epoche. Trotzdem behielt er seinen Einfluss aufgrund seiner langjährigen persönlichen Bekanntschaft mit Chruschtschow und wurde zum Präsidenten der Akademie der Architektur gewählt. Als 1956 aus der Akademie die Akademie für Bauwesen und Architektur entstand, wurde Wlassow ihr Vizepräsident.
Im Herbst 1956 kündigte die Regierung für den Palast der Sowjets einen neuen Wettbewerb an, d. h. einen offenen für alle Architekten und einen geschlossenen nur für führende Architekten. Wlassow beteiligte sich an dem ersten geschlossenen Wettbewerb 1956 und an dem zweiten Wettbewerb 1958. Sein Projekt mit einem großen Wintergarten wurde besonders gelobt. 1960 wurde ein Verwaltungsamt für die Projektierung des Palasts der Sowjets mit Wlassow als Leiter eingerichtet, aber zum Bau kam es nicht mehr. Kurz vor seinem Tode wurde er zum 1. Sekretär der Union der Architekten der UdSSR gewählt.
Wlassow wurde auf dem Nowodewitschi-Friedhof begraben.

## Ehrungen, Preise
- Medaille „Für heldenmütige Arbeit im Großen Vaterländischen Krieg 1941–1945“
- Leninorden (zweimal)
- Orden des Roten Banners der Arbeit (zweimal)
- Stalinpreis (1950)
- Leninpreis im Bereich Technik (1959) zusammen mit S. M. Adjassow, G. A. Golodow, M. G. Bass, W. N. Nassonow, L. W. Jeschtschenko, W. P. Polikarpow, N. M. Resnikow, I. J. Roschin, A. F. Chrjakow, B. W. Schtschepetow, N. N. Ullas und A. A. Etmekdschijan für die Sanierung des Moskauer Rajons Luschniki und den Bau des Lenin-Zentralstadion-Sportkomplexes

## Werke

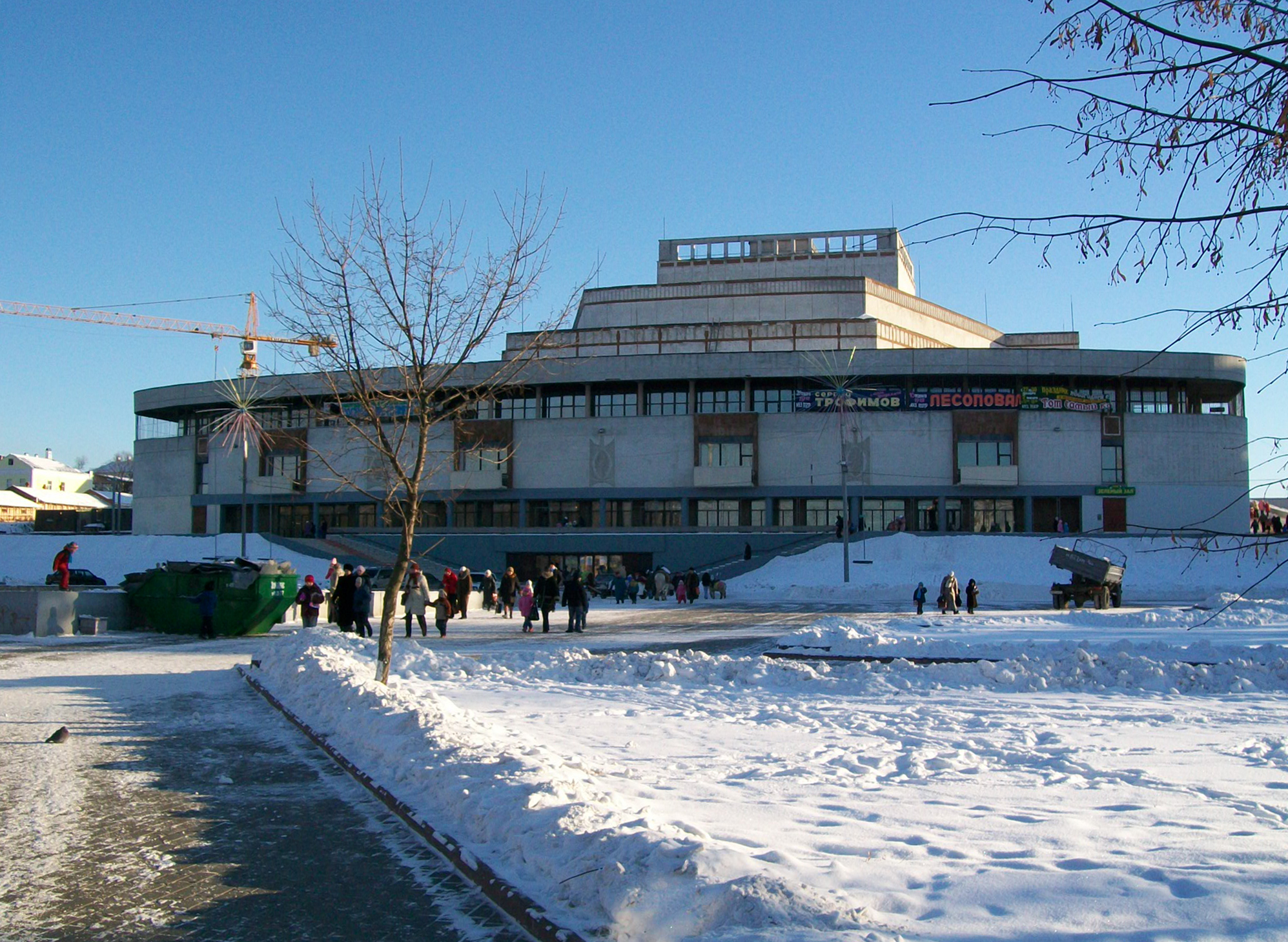
Theater-Kunstpalast Iwanowo (Zustand 2009)
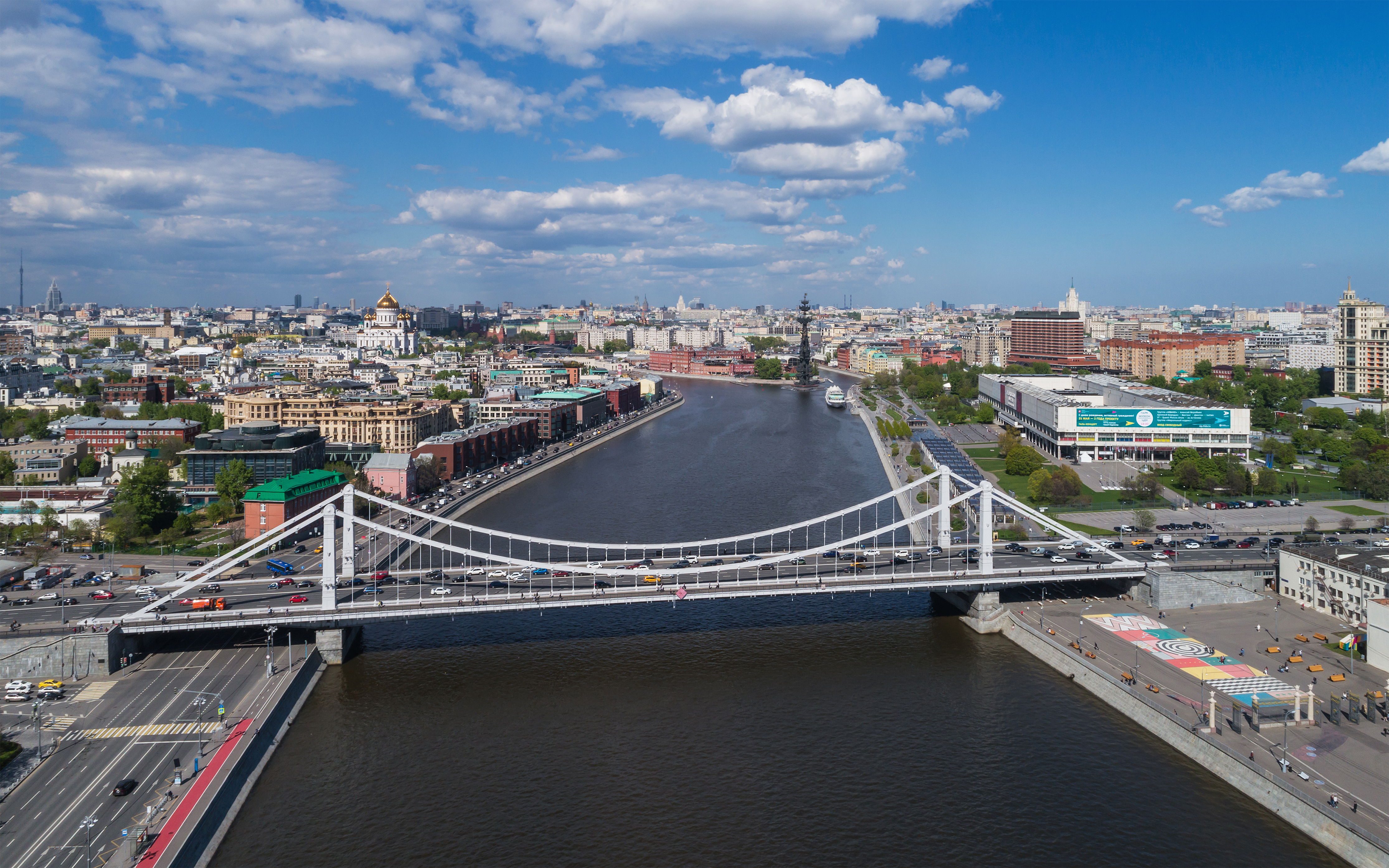
Krim-Brücke Moskau
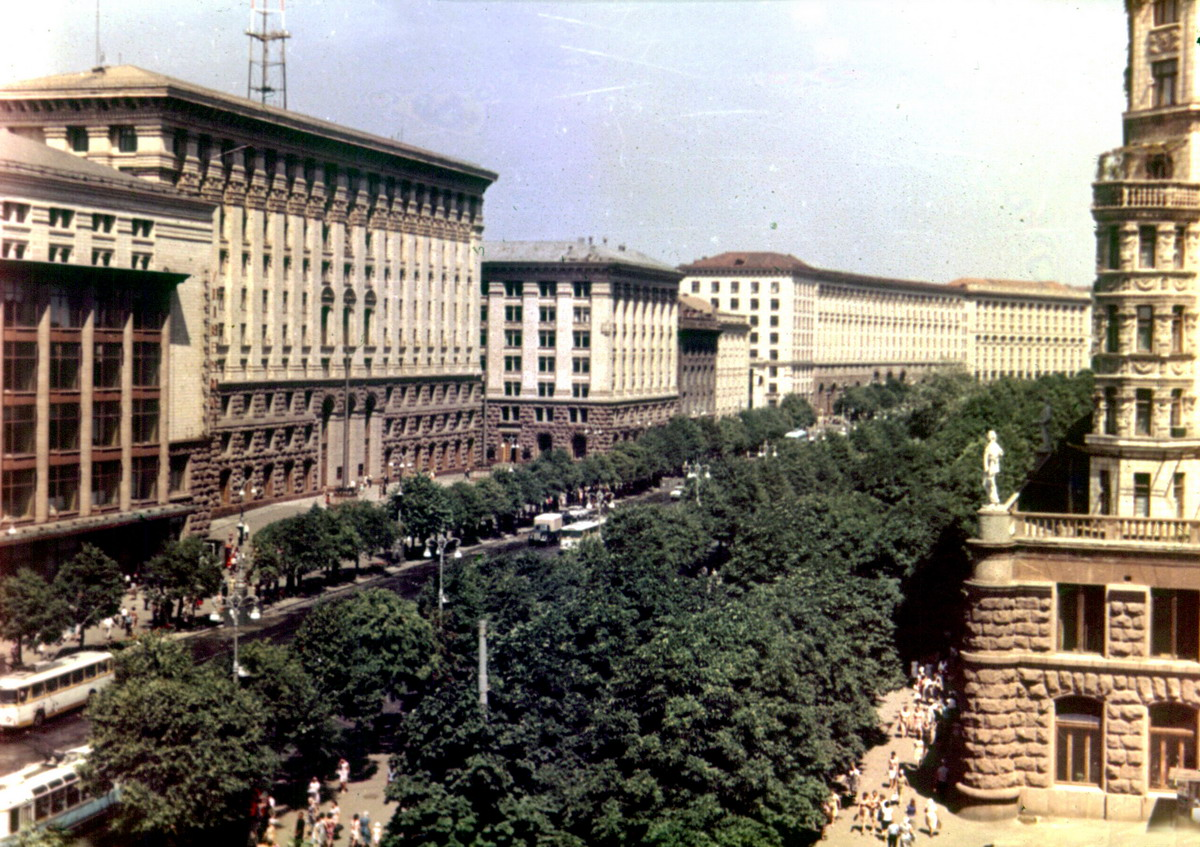
Chreschtschatyk, Kiew (Zustand im Mai 1974)
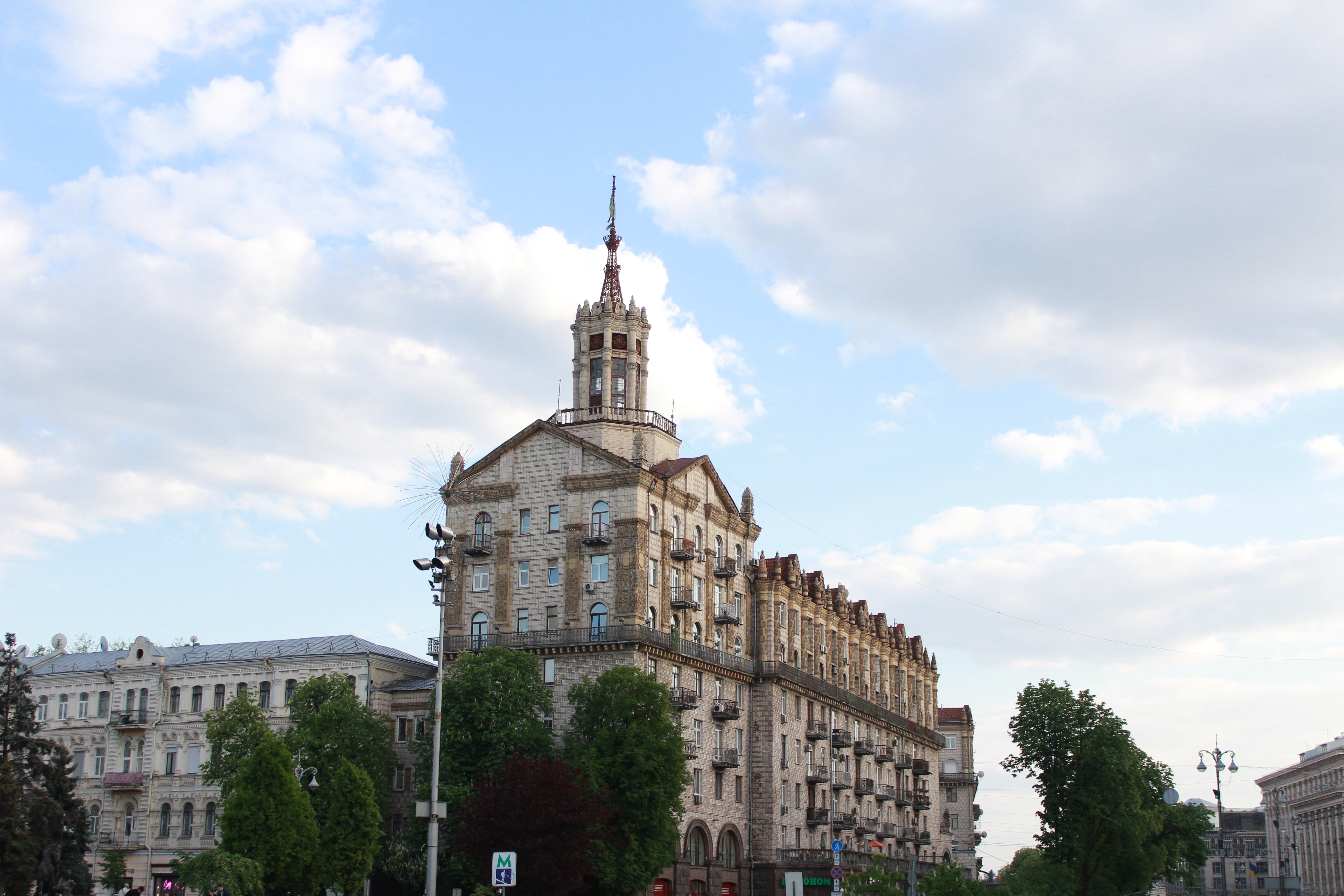
Chreschtschatyk 13, Kiew
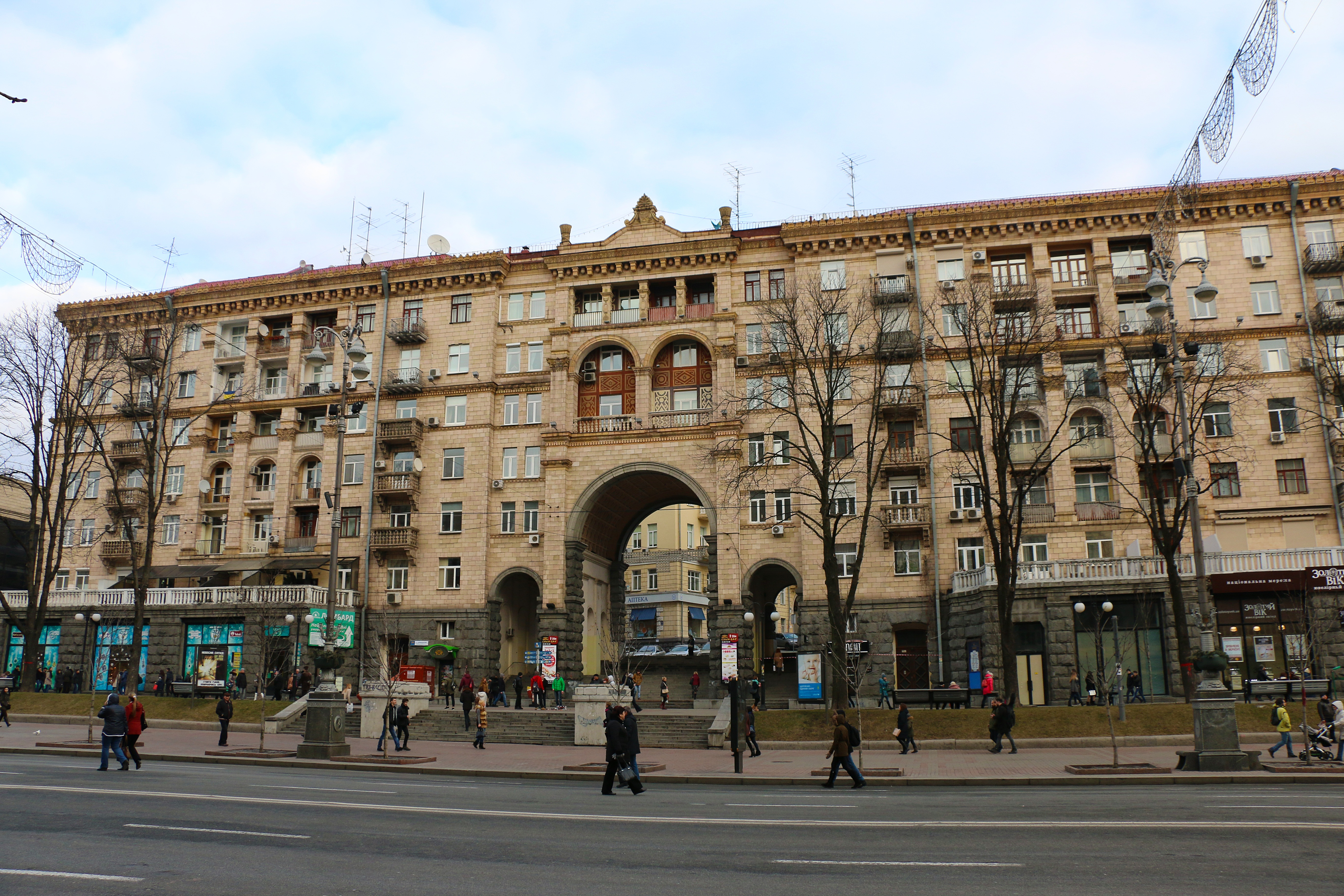
Chreschtschatyk 21, Kiew
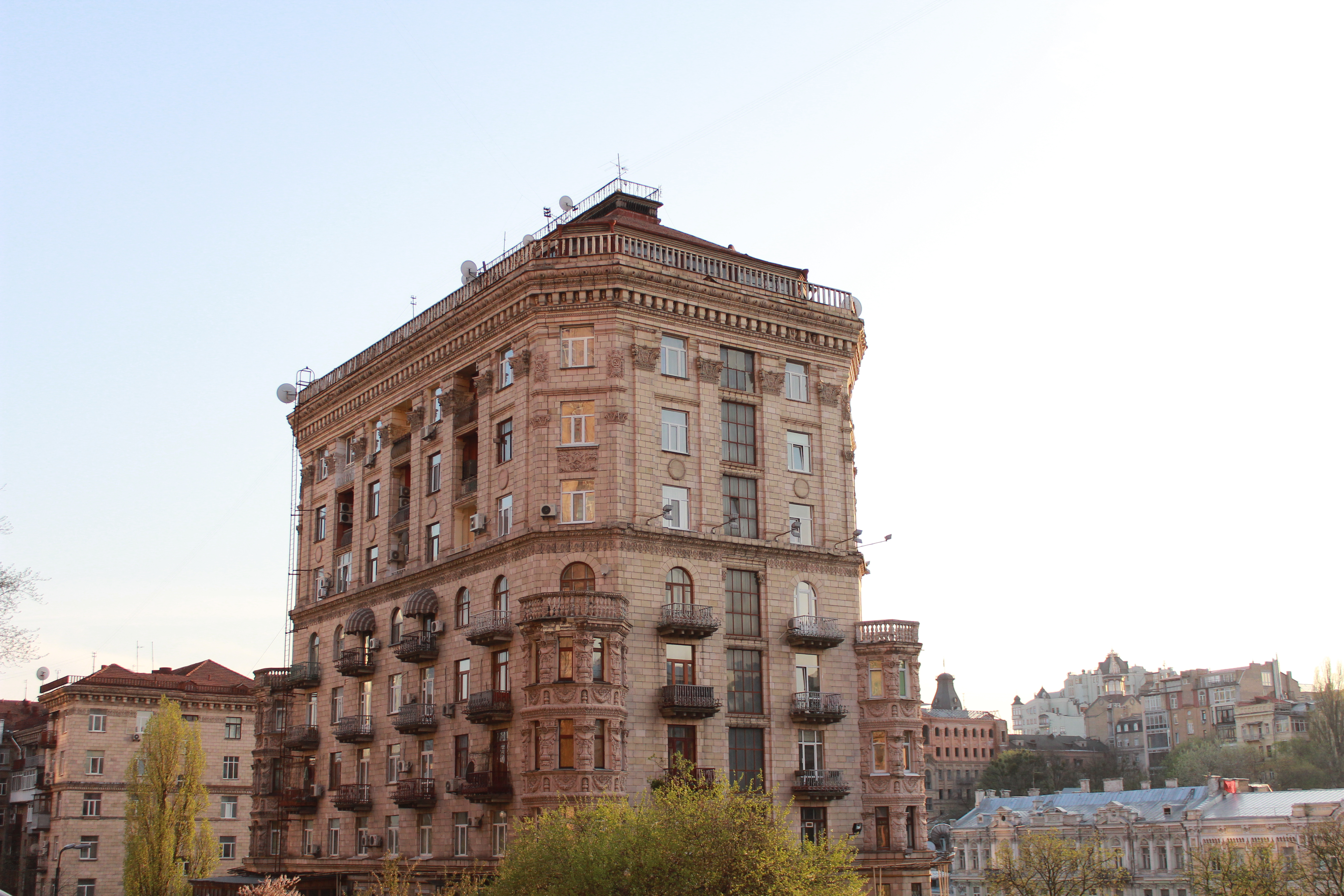
Chreschtschatyk 27, Kiew
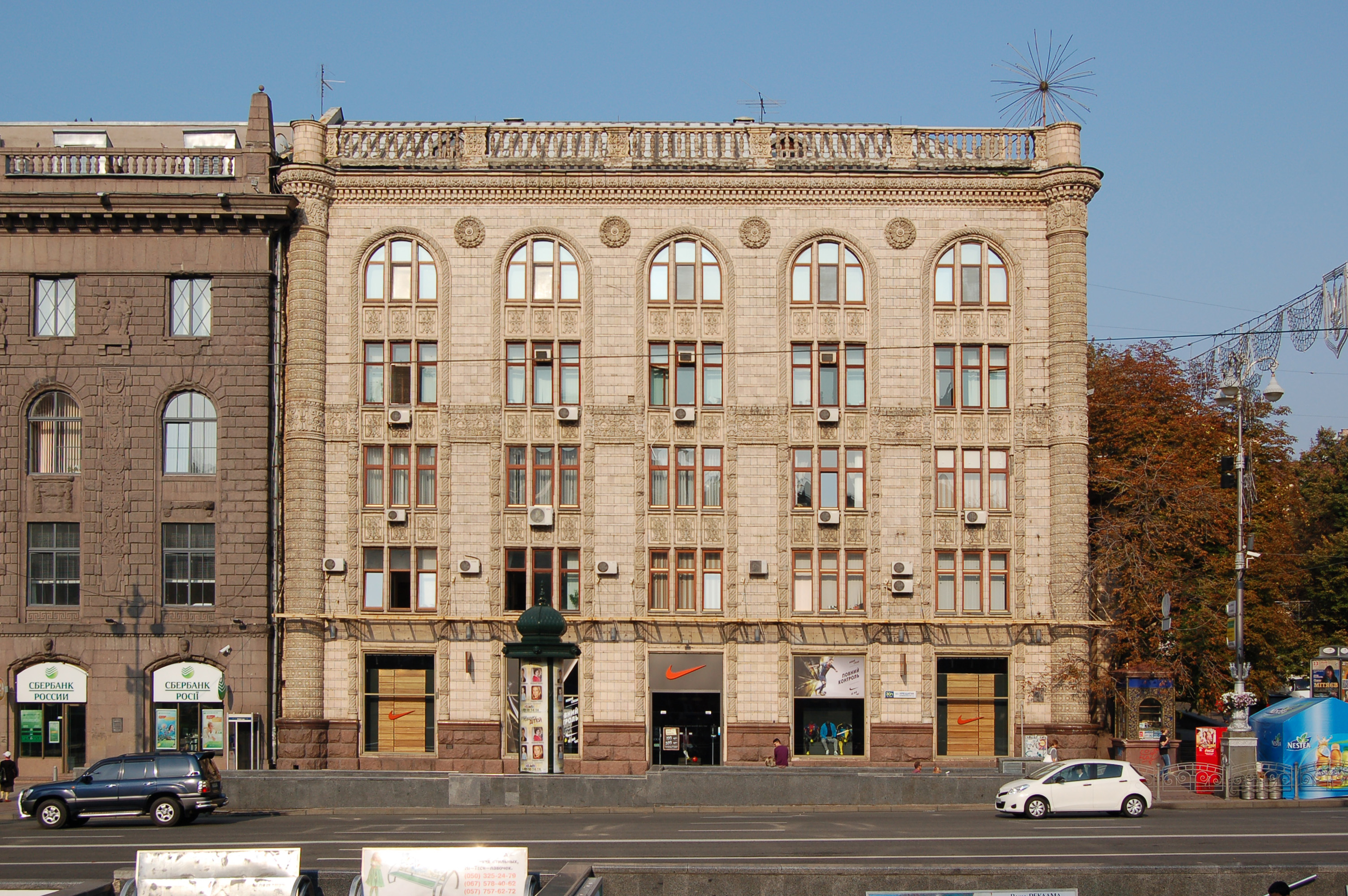
Chreschtschatyk 30, Kiew
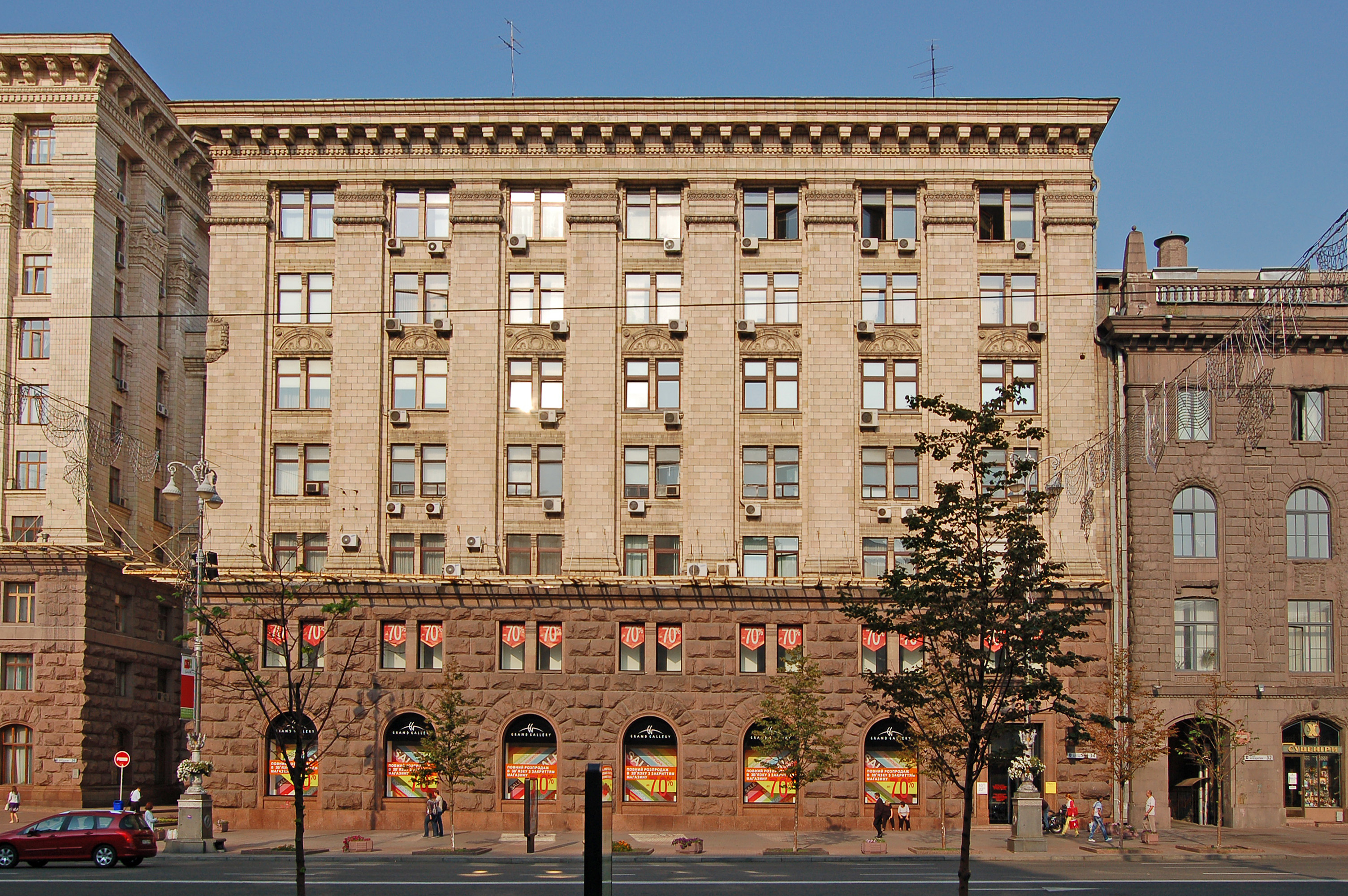
Chreschtschatyk 34, Kiew
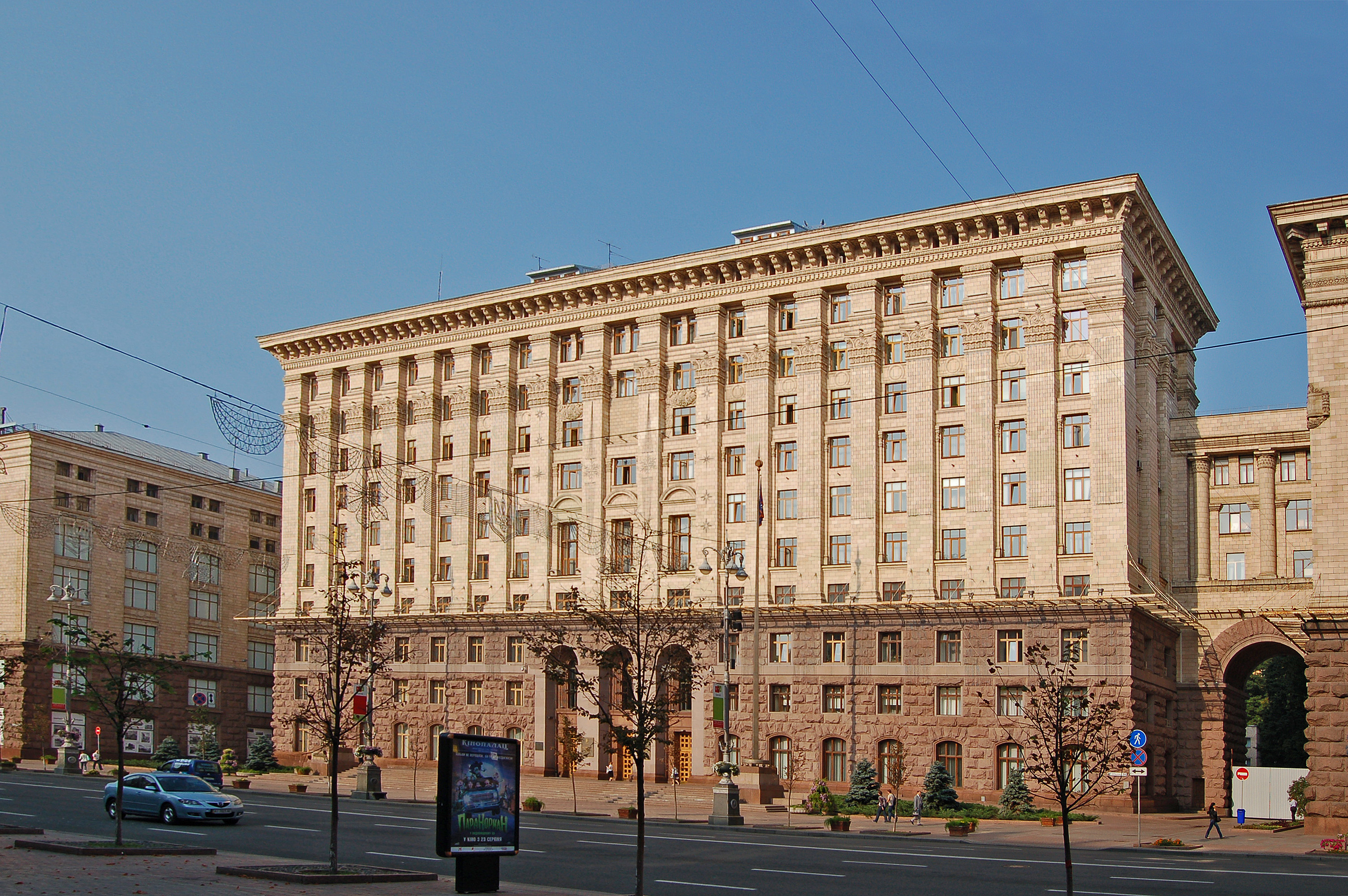
Chreschtschatyk 36, Kiew